# Abū Dāwūd as-Sidschistānī
Abū Dāwūd Sulaimān ibn al-Asch'ath ibn Ishāq al-Azdī as-Sidschistānī, arabisch أبو داود سليمان بن الأشعث بن إسحاق الأزدي السجستاني, DMG Abū Dāwūd Sulaimān b. al-Ašʿaṯ b. Isḥāq al-Azdī as-Siǧistānī (geboren 817 in Sigistan; gestorben 888 in Basra), war ein islamischer Traditionarier und Hadith-Kritiker.

## Leben
Bereits im Alter von 17 bis 18 Jahren trat er seine Studienreise an, die ihn in die großen Zentren islamischer Gelehrsamkeit führte: nach Basra, Kufa, Mekka, Chorasan und Fustat. Er soll bei mehr als vierzig Gelehrten seiner Zeit studiert haben. Sein bekanntester Lehrer war Ahmad ibn Hanbal in Bagdad. Unter seinen Schülern war als Traditionarier vor allem at-Tirmidhī bekannt. Nach seinen Studienreisen ließ er sich auf Wunsch des Abbasidenkalifen al-Muwaffaq in Basra nieder. al-Dhahabi in seiner Gelehrtenbiographie und Ibn ʿAsākir in seiner Geschichte der Stadt Damaskus beschreiben sein Leben und seine Gelehrsamkeit auf mehreren Seiten ausführlich.

## Werke
- Kitāb as-sunan كتاب السنن, auch سنن أبي داود / Sunan Abī Dāwūd genannt, ist eine der sechs kanonischen Hadithsammlungen im islamischen Traditionswesen.[1] Es enthält insgesamt 5274 Hadithe, die die Sunna des Propheten Mohammed in anerkannten Überlieferungen darstellen. Es ist, wie die anderen Sunan-Werke des 9. Jahrhunderts, nach Kapiteln des Fiqh angeordnet. Das Werk ist eine wichtige Quelle für die Darstellung der Frühstadien der Hadithliteratur.[2] In den Folgegenerationen ist es mehrfach kommentiert worden; den bekanntesten Kommentar verfasste ein Urgroßneffe des zweiten Kalifen ʿUmar ibn al-Chattāb, Abū Sulaimān al-Chattābī (geb. 931; gest. 998) unter dem Titel Maʿālim as-sunan (Wegweiser zu den Sunan (von Abū Dāwūd)),[3] der im Orient mehrfach gedruckt wurde.[4] Mittlerweile ist das Buch auf Deutsch erhältlich:[5]

Sunan Abi Dawud. Darulkitab Verlagshaus, Heidelberg 2015, ISBN 978-3-943812-06-0, arabisch und deutsch.
Abū Dāwūd unterzieht die von ihm zitierten Hadithe einer wissenschaftlich begründeten Kritik; denn die gesammelten Traditionen hat er nicht als „völlig gleichwerthige und unanfechtbare Materialien des muhammedanischen Gesetzes“ anerkannt. An einer Stelle schreibt er: „Dies ist ein verwerfliches (munkar) Hadith, ich habe gehört, daß Ahmad ibn Hanbal dasselbe sehr streng verwarf“. Während der wiederholten Prüfung seiner Materialien in den Kollegs hat er solche Hadithe in die neuen Lesungen nicht mehr aufgenommen.
Diese kritischen Glossen sind die ältesten literarisch überlieferten Zeugnisse der Hadithkritik innerhalb der Traditionsliteratur aus dem 9. Jahrhundert. Für die Bedeutung des Werkes spricht auch seine Verbreitung durch andalusische Gelehrte in der Mitte des 10. Jahrhunderts im islamischen Spanien. Zwischen dem 10. und 18. Jahrhundert ist es mehrfach kommentiert worden.

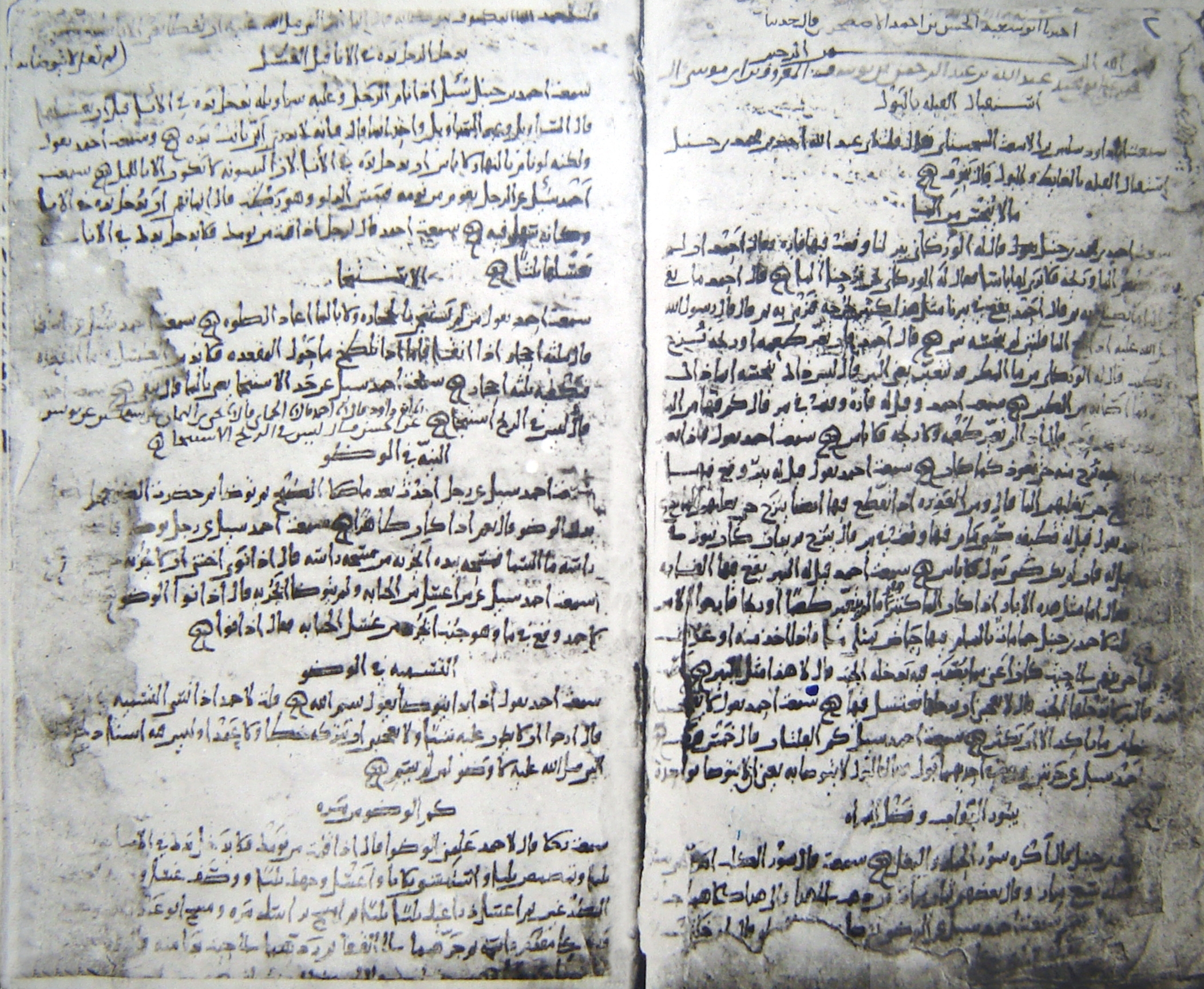
Die Rechtsfragen von Abū Dāwūd al-Siǧistānī an Ibn Ḥanbal. Eine der ältesten literarischen Handschriften in der islamischen Welt, hergestellt im Rabīʿ I. 266 (Oktober 879). Wahrscheinlich ein Autograph

- Seine Sammlung von Rechtsfragen al-masā'il allatī chālafa 'alaihā al-imām Ahmad ibn Hanbal / المسائل التي خالف عليها الإمام أحمد بن حنبل / al-masāʾil allatī ḫālafa ʿalaihā al-imām Aḥmad b. Ḥanbal / ‚Rechtsfragen, denen der Imam Ahmad ibn Hanbal widersprach‘ ist in einer datierten Handschrift aus dem Jahr 879 erhalten und enthält die juristischen Lehrmeinungen seines Lehrers in seiner direkten Überlieferung. Das Werk ist eine der ältesten Sammlungen über kontroverse Lehrmeinungen von Rechtsgelehrten im 9. Jahrhundert. Wahrscheinlich handelt es sich um eine Abschrift von Abū Dāwūd selbst (siehe Foto).[11]

- Ein weiteres Buch von 595 Fragen, die Abū Dāwūd an Ahmad ibn Hanbal richtete suʾālāt Abī Dāwūd lil-imām Ahmad ibn Hanbal fī dscharh al-ruwāt wa-taʿdīlihim / سؤالات أبي داود للإمام أحمد ابن حنبل في جرح الرواة وتعديلهم / suʾālāt Abī Dāwūd lil-imām Aḥmad b. Ḥanbal fī ǧarḥ ar-ruwāt wa-taʿdīlihim / ‚Fragen von Abū Dāwūd an den Imam Ahmad ibn Hanbal über die kritische Beurteilung von Überlieferern‘, ist eine Sammlung von Prädikaten, durch die Ibn Hanbal sowohl zeitgenössische als auch ältere Überlieferer von Hadithen charakterisierte.[12]

- Kitāb al-marāsīl كتاب المراسيل / ‚Das Buch über Traditionen, in deren Isnād ein Überlieferer fehlt‘ liegt in mehreren Handschriften auf rund 70 Folios vor und ist 1892 in Kairo gedruckt worden.[13] Es ist ein Fragment, das ebenfalls dem Genre der Traditionskritik zuzuordnen ist.

- Kitāb az-zuhd كتاب الزهد / ‚Das Buch über Askese‘ enthält 521 dem Propheten und seinen Nachfolgern zugeschriebene Aussagen über die Vorzüge der asketischen Lebensführung, wodurch sich gläubige Muslime auszeichnen. Die einzige bisher bekannte Handschrift dieser Sammlung ist in der Bibliothek der Universität al-Qarawiyīn erhalten.[14]

- Ein weiteres Buch, das der andalusische Gelehrte Ibn ʿAbd al-Barr unter dem Titel aʿlām an-nubuwwa / أعلام النبوة / ‚Die Merkmale der Prophetie‘ zitiert,[15] ist verlorengegangen.